# سامر عمر
سامر عمر (بالإسبانية: Samer Omar)‏ (20 يناير 1992 بمدينة فيراكروز في المكسيك - ) هو لاعب كرة قدم مكسيكي في مركز الهجوم. لعب مع تيبورونيس روخوس دي فيراكروز.

## وصلات خارجية
- سامر عمر على موقع قاعدة بيانات كرة القدم.إي يو (الإنجليزية)